# ناحیه کانن، میشیگان
ناحیه کانن (به انگلیسی: Cannon Township) یک منطقهٔ مسکونی در ایالات متحده آمریکا است که در شهرستان کنت، میشیگان واقع شده‌است.
 ناحیه کانن ۹۵٫۸ کیلومتر مربع مساحت و ۱۳٬۳۳۶ نفر جمعیت دارد و ۲۵۷ متر بالاتر از سطح دریا واقع شده‌است.